# North American F-82 Twin Mustang
Норт Америкэн Ф-82 «Твин Мустанг» (англ. North American F-82 Twin Mustang — «Сдвоенный мустанг») — американский двухместный дальний истребитель. 
Ф-82 известен как последний поршневой истребитель ВВС США.

## История
«Твин Мустанг» первоначально предназначался для эскортирования стратегических бомбардировщиков B-29 во время налётов на Японию. В ходе этих дальних рейдов лётчики-истребители подвергались большой нагрузке, поэтому новый истребитель должен был быть двухместным. Фирма «Норт Америкэн» начала проектирование этого самолёта под обозначением NA-120 в конце 1943 года. Было принято необычное конструктивное решение: самолёт представлял собой два удлинённых фюзеляжа истребителей P-51H, соединённые крылом и хвостовым стабилизатором.
Прототип XP-82 впервые поднялся в воздух 6 июля 1945 года — слишком поздно, чтобы успеть принять участие во Второй мировой войне. Это привело к тому, что первоначальный заказ ВВС США на 500 самолётов был уменьшен в конце 1945 года до 270 самолётов. «Твин Мустанги» сменили P-61 «Блэк Уидоу» в качестве основного ночного истребителя. Также они привлекались и к выполнению задачи, для которой были созданы — эскортированию стратегических бомбардировщиков B-29, B-50 и B-36.
В феврале 1947 года P-82B (серийный номер 44-65168, «Бетти Джо») совершил беспосадочный перелёт из Гонолулу в Нью-Йорк на расстояние примерно 8047 километров (около 5000 миль), занявший 14 часов 32 минуты. Пилотировали самолёт Роберт Такер и Джон Ард. Этот рекорд дальности полёта для поршневого истребителя не побит до сих пор.
«Бетти Джо» находится в экспозиции Национального музея ВВС США.

## Варианты

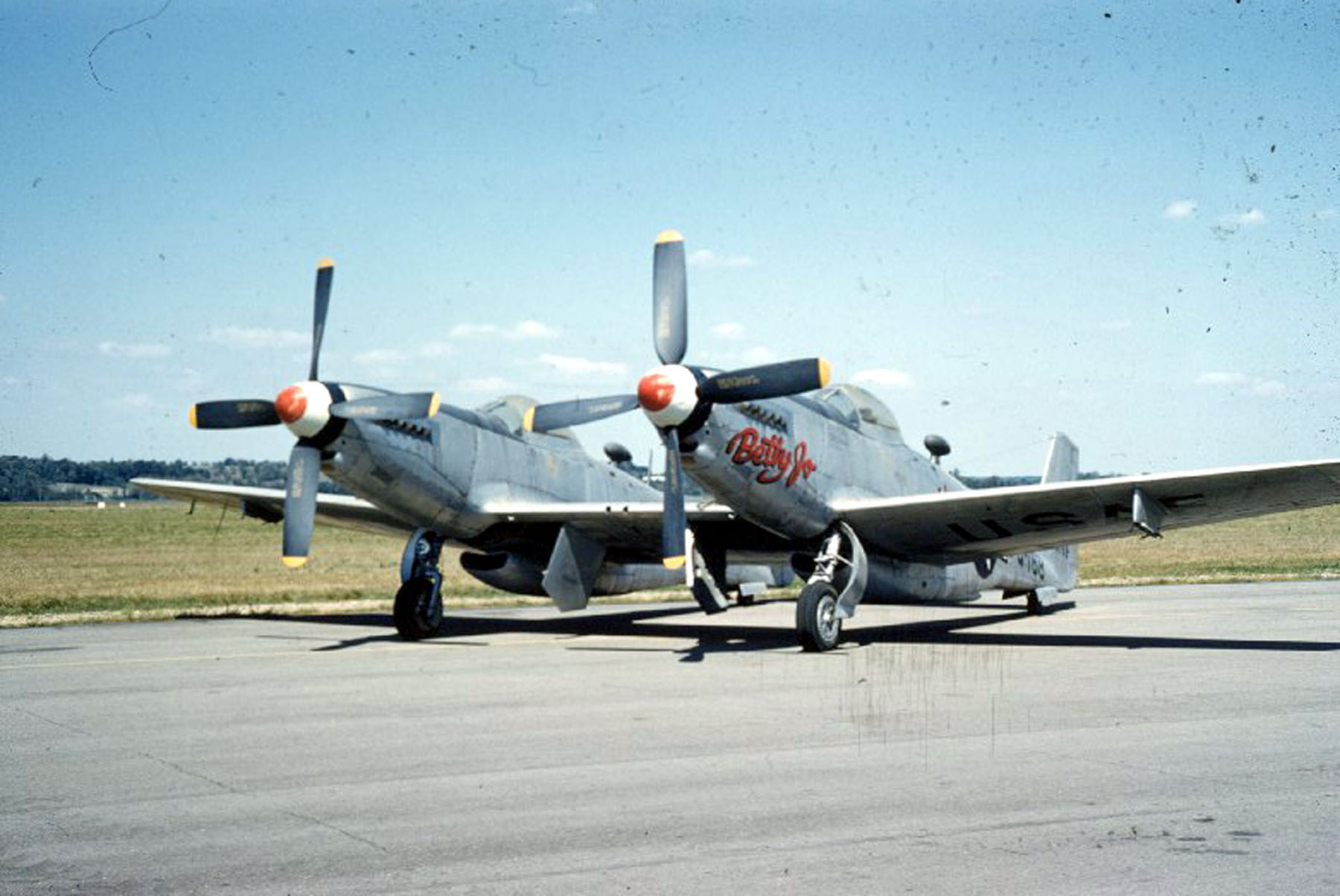
F-82B «Бетти Джо» в Национальном музее ВВС США

В июне 1948 года P-82 получил новое обозначение F-82 в связи с заменой в ВВС США класса «самолёты-преследователи» (P — Pursuit) на класс «самолёты-истребители» (F — Fighter).
- XF-82 — прототип. Третий опытный самолёт имел обозначение XP-82A, но, по всей видимости, никогда не поднимался в воздух из-за проблем с установленными на нём двигателями Эллисон V-1710-119.
- F-82B — единственный вариант, выпускавшийся серийно (построено 270 машин). На его базе созданы все остальные модификации. P-82B были полностью сняты с вооружения к концу 1949 года.
- F-82C — один самолёт, переоборудованный в ночной истребитель. Оборудовался радаром SCR-720.
- F-82D — один самолёт, переоборудованный в ночной истребитель. Оборудовался радаром APS-4.
- F-82E — эскортный истребитель. Переоборудовано 96 самолётов, первые из которых поступили на вооружение в мае 1948 года.
- F-82F — ночной истребитель с установленным радаром APS-4 или APG-28. Переоборудован 91 самолёт.
- F-82G — ночной истребитель с установленным радаром SCR-720C. Переоборудовано 59 самолётов.
- F-82H — ночные истребители P-82F и P-82G, переоборудованные для использования в зимних климатических условиях (на Аляске) — 14 самолётов.
- F-82Z — 20 самолётов, использовавшихся для проведения лётных испытаний.

## Боевое применение
К началу Корейской войны (июнь 1950 года) в Японии базировались три эскадрильи всепогодных истребителей, вооружённые F-82. Они участвовали в прикрытии транспортных самолётов, эвакуировавших американских граждан из Южной Кореи. Вылеты совершались из Японии, и здесь пригодилась большая дальность полёта «Твин Мустангов», позволявшая им находиться в районе южнокорейских аэродромов дольше реактивных F-80. При выполнении этих задач 27 июня 1950 года пилоты одного из F-82 Уильям Хадсон и Карл Фрейзер одержали первую воздушную победу американской авиации в Корее, сбив северокорейский Як-9 (существует версия, что на самом деле автором первой победы мог быть Джеймс Литтл, официально сбивший другой самолёт противника в тот же день, но несколько позднее).
В дальнейшем «Твин Мустанги» продолжали применяться на театре военных действий как истребители сопровождения и штурмовики (в том числе в ночных условиях). Их боевая карьера завершилась в начале 1952 года, а всего лишь через год они были полностью сняты с вооружения. F-82 одержали в Корее 4 воздушные победы и ещё 16 самолётов противника уничтожили на земле.
Всего в ходе войны потеряно в бою 11 F-82, а в инцидентах ещё 11 машин.

## Тактико-технические характеристики (F-82)

### Технические характеристики
- Экипаж: 2 человека
- Длина: 12,93 м
- Размах крыла: 15,62 м
- Высота: 4,22 м
- Площадь крыла: 37,90 м²
- Масса пустого: 7 271 кг
- Максимальная взлётная масса: 11 632 кг
- Двигатели: 2 × жидкостного охлаждения V12 Эллисон V-1710-143/145[англ.]
- Мощность: 2× 1600 л. с. (1200 кВт)

### Лётные характеристики
- Максимальная скорость: 740 км/ч (на высоте 6400 м)
- Практическая дальность: 3605 км
- Практический потолок: 11 855 м

### Вооружение
- Пулемётное: 6 × 12,7-мм M2 Browning
- Боевая нагрузка:
  - НАР: 25 × 127-мм
  - Бомбы: до 1800 кг